# Бюлерталь
Бюлерталь (нем. Bühlertal) — община в Германии, в земле Баден-Вюртемберг. Является аттестованным государственными органами климатическим курортом Германии. 
Подчиняется административному округу Карлсруэ. Входит в состав района Раштат.  Население составляет 7946 человек (на 31 декабря 2010 года). Занимает площадь 17,68 км².